# Władysław Englert
Władysław Englert (ur. ok. 1805 w Kurowie, zginął 20 marca 1863 w czasie bitwy pod Potokiem) – uczestnik powstania listopadowego, kawaler złotego krzyża orderu Virtuti Militari, dowódca w stopniu majora oddziału Legionów Polskich w powstaniu węgierskim w 1849 roku, jeden z najbliższych oficerów Giuseppe Garibaldiego w czasie włoskiej wojny wyzwoleńczej, dowódca batalionu w czasie powstania styczniowego.

## Życiorys
Zdobył wykształcenie wojskowe w warszawskiej Szkole Podchorążych w gwardii grenadierów. Należał do sprzysiężenia Piotra Wysockiego i brał aktywny udział w powstaniu listopadowym, gdzie dosłużył się stopnia oficerskiego i (15 września 1831) złotego krzyża Virtuti Militari za waleczność. Następnie przebywał na emigracji. Należał do Centralizacji Towarzystwa Demokratycznego Polskiego.
Walczył w powstaniu węgierskim w 1849 roku w Legionie Polskim Józefa Wysockiego w randze kapitana piechoty, wkrótce awansowany do stopnia majora, dowodził III batalionem.
Dowodząc oddziałem walczył w szeregach Garibaldiego w czasie kampanii włoskiej. Należał do tysiąca tych, którzy z Garibaldim bili się pod Marsalą. Później był zastępcą komendanta polskiej szkoły wojskowej w Genui i Cuneo, pracował tam na stanowisku profesora praktycznej części taktyki piechoty.
Dowiedziawszy się o powstaniu styczniowym wrócił do kraju i przyłączył się do oddziału pułkownika Leona Czechowskiego walczącego w guberni lubelskiej. Został dowódcą batalionu w stopniu majora. Zginął w bitwie pod wsią Potok. „Zwłoki śp. Englerta dostały się z wozem w ręce dowodzącego w Janowie pułkownika rosyjskiego Mielnikowa, który zobaczywszy na piersiach krzyż Virtuti militari, kazał poległego bohatera pochować z honorami wojskowemi”.